# Сексуални идентитет
Сексуални идентитет је термин који има два изразито различита значења. Прво значење обухвата идентитет на основу сексуалне оријентације, а друго идентитет на основу биолошких полних карактеристика (полни идентитет), који је повезан са родним идентитетом али се разликује од њега.

## Сексуални идентитет заснован на сексуалној оријентацији
У овој употреби, сексуални идентитет описује како особе идентификују сопствену сексуалност. Ово не мора да се односи на њихову стварну сексуалну оријентацију. У истраживању из 1990. године које је провела Друштвена организација сексуалности у САД, само 16% жена и 36% мушкараца који су пријавили неки ниво истополне привлачности је имало хомосексуални или бисексуални идентитет.
Сексуални идентитет је више повезан са сексуалним понашањем него са сексуалном оријентацијом. Исто истраживање је установило да је 96% жена и 87% мушкараца са хомосексуалним или бисексуалним идентитетом имало сексуално искуство са особом истог пола, док је, с друге стране, само 32% жена и 43% мушкараца који су пријавили неки ниво истополне привлачности, имало такво искуство. Након разматрања резултата, организација је саопштила: „Развој самоидентификације као хомосексуалац или геј је психолошки и друштвено сложено стање, нешто што се у овом друштву постиже само током времена, често уз значајну личну борбу и сумњу у себе, да не помињемо друштвене непријатности“.
Према Америчком удружењу психолога, психотерапија и групе за подршку у неким ситуацијама могу променити сексуално понашање али не и сексуалну оријентацију особе која је подвргнута њима.

## Сексуални идентитет заснован на полним карактеристикама
У овом значењу, термин сексуални идентитет (или полни идентитет, енгл. Sexual identity) се користи од стране психолога и неких аутора у области сексологије да опише пол са којим се особа идентификује, или са којим је идентификују.
Нејасно је како се овај концепт разликује од родног идентитета. Употреба термина „род“ уместо „пол“ када се говори о друштвеним или психолошким карактеристикама датира од 1955. године, када је Џон Мани први употребио термин родна улога.